# Alex Boling
Alex Boling est un acteur, producteur et scénariste américain né à Lake Charles, Louisiane (États-Unis).

## Filmographie

### Acteur
- 1997 : Charmed Life : Charlie
- 1997 : Isle of Lesbos : Lance
- 1998 : Hard : Tex
- 1998 : Jesus 2000 : Reggie Cartwright
- 1998 : Die Fremde in meiner Brust (TV) : Jamie Hendersen
- 1999 : Cyberdorm : Angry student
- 2001 : Power Rangers Time Force - Quantum Ranger: Clash for Control (vidéo) : Manager
- 2001 : Full Frontal : Zack
- 2002 : S1m0ne : Man
- 2004 : BET Comedy Awards (TV) : Slave
- 2004 : Strange Fruit : Paulie (voix)
- 2005 : Sister's Keeper : Doctor
- 2005 : Television : George
- 2005 : Wingtips : Hero
- 2006 : Alone with Her : Barrista
- 2007 : Shérif, fais-moi peur : naissance d'une légende (The Dukes of Hazzard: The Beginning) : père
- 2017 : Bright de David Ayer

### Producteur
- 2004 : Strange Fruit
- 2005 : Wingtips

### Scénariste
- 2005 : Wingtips